# Frătăuții Vechi
Frătăuții Vechi è un comune della Romania di 4 757 abitanti, ubicato nel distretto di Suceava, nella regione storica della Bucovina.
Il comune è formato dall'unione di 2 villaggi: Frătăuții Vechi e Măneuți.
Frătăuţii Vechi ha dato i natali al geologo Liviu Ionesi (1925-2006).